# Cmentarz żydowski w Szczuczynie (województwo podlaskie)
Cmentarz żydowski w Szczuczynie – kirkut mieści się w Szczuczynie przy ul. Grunwaldzkiej. W wyniku dewastacji przez hitlerowców nie zachowały się żadne macewy. Podczas II wojny światowej na terenie kirkutu w Szczuczynie dokonywano egzekucji Żydów. Ofiary pochowano w zbiorowych grobach. Latem 1941 roku, po wybuchu wojny niemiecko-sowieckiej, na kirkucie zamordowano grupę około stu osób. Cmentarz miał powierzchnię 3,3 ha.